# Graham-Paige
Graham-Paige Motors Corp var en amerikansk biltillverkare som byggde bilar i Detroit, Michigan mellan 1927 och 1941.

## Historia
Bröderna Joseph, Robert och Ray Graham hade arbetat för Dodge sedan de sålt sin lastbilstillverkning till bröderna Dodge i början av 1920-talet. De lämnade Dodge 1927, strax innan företaget såldes till Chrysler Corporation och köpte istället biltillverkaren Paige-Detroit Motor Car Co. Bilarna bytte namn till Graham-Paige, men annars fortsatte produktionen av de sex- och åttacylindriga modellerna som tidigare. En Graham-Paige vann Monte Carlo-rallyt 1929. 1931 försvann namnet Paige och bilarna kallades nu endast Graham. 1932 kom Blue Streak-modellen, en av de första amerikanska bilarna med antydan till aerodynamiskt utformad kaross. 1934 såldes en åttacylindrig modell med kompressor. Året därpå försvann åttorna och ersattes av en sexcylindrig motor med kompressor. 1935 fördes förhandlingar med Reo om en sammanslagning, men det enda resultatet blev att Graham använde Reo-karosser under 1936 och 1937. 1938 kom den nydanande ”Spirit of Motion”-karossen, där kylaren och framskärmarna lutade framåt. I Sverige kallades den vanvördigt för ”likkistnos”. Formgivningen var lite för avancerad och bilarna sålde dåligt. Modellen fanns kvar till sommaren 1940.
1939 kontaktades Graham av Hupmobile, som köpt pressverktygen till Cords 810-kaross, men som saknade resurser att starta tillverkning själva. Graham åtog sig tillverkningen, mot att få sälja en variant under eget namn. Produktionen startade våren 1940, men karossen var komplicerad och dyr att tillverka och Graham förlorade ännu mer pengar. Den sista bilen byggdes i november 1941. 
Under andra världskriget ägnade sig företaget åt betydligt mer lönsamma kontrakt med krigsmakten. 1944 kom Joseph W. Frazer in i bilden, med planer på en ny bil att bygga efter krigsslutet. Styrelsen valde dock att inte återuppta biltillverkningen efter kriget och den nya bilen kom istället att säljas under namnet Frazer. Graham-Paige lämnade industriproduktionen helt och satsade istället på fastighetsaffärer. Företaget drev bland annat idrottsarenan Madison Square Garden i New York under många år.

## Galleri

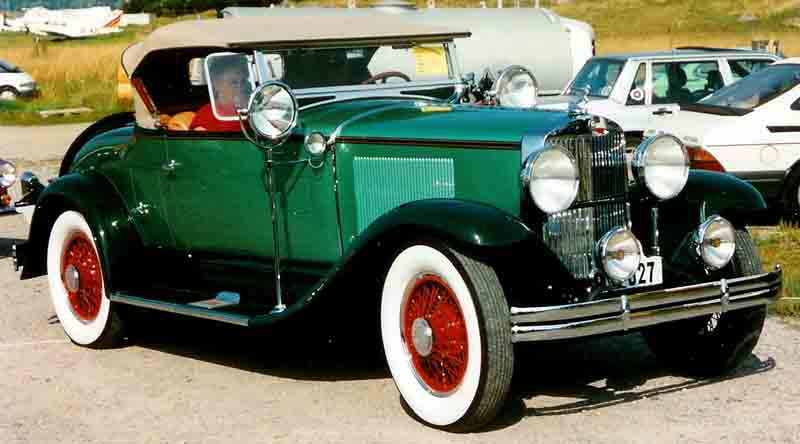
Graham-Paige Model 827 1929
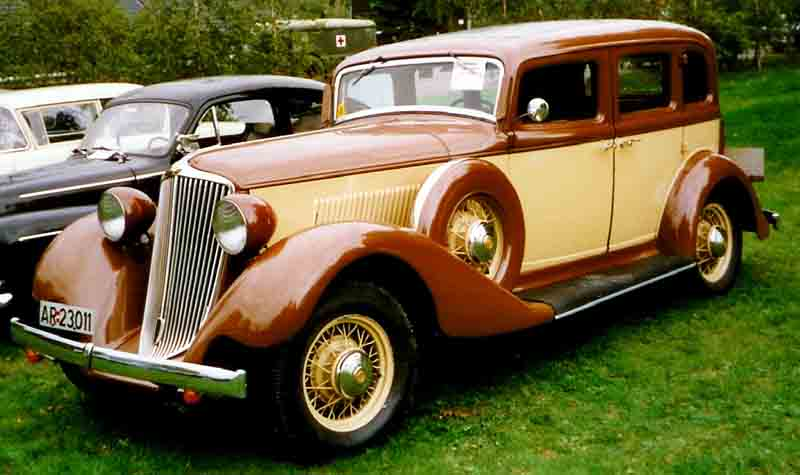
Graham Blue Streak 1932
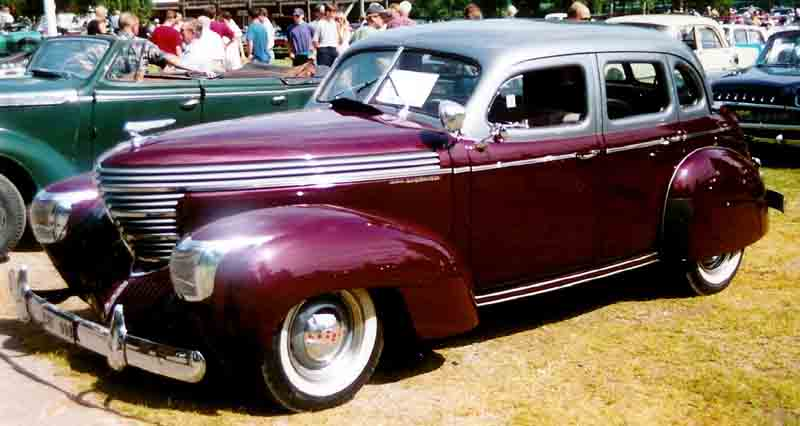
Graham Model 97 Supercharger 1939